# Кастро-и-Сальдивар, Мариано
Мариано де ла Тринидад де Кастро-и-Сальдивар (исп. Mariano Castro Zaldívar; 12 сентября 1828, Кахамарка — 30 декабря 1906, Лима) — перуанский дипломат, политический и государственный деятель, премьер-министр Перу (1884—1885), министр внутренних дел Перу (1883—1884), исполняющий обязанности министра иностранных дел Перу (21 марта 1884 — 9 апреля 1884), министр юстиции, образования, культов и благотворительности Перу (1884—1885).

## Биография
Представитель знатного рода. Близкий родственник Мигельдеса Иглесиаса, президента Перу (1883—1885), которого поддерживал на протяжении всей его политической карьеры. Мигельдес Иглесиас приблизил Кастро-и-Сальдивара при формировании преданного ему правительства.
С 1851 года женат на Марии дель Росарио Иглесиас, сестре президента Мигельдеса Иглесиаса
Крупный землевладелец. Работал министром внутренних дел Перу (20 ноября 1883 — 7 апреля 1884), исполняющим обязанности министра иностранных дел Перу (21 марта 1884 — 9 апреля 1884), министром юстиции, образования, культов и благотворительности Перу (7 апреля 1884 — 9 апреля 1885).
В 1884—1885 годах — премьер-министр Перу.